# Cercion luzonicum
Cercion luzonicum là loài chuồn chuồn trong họ Coenagrionidae. Loài này được Asahina mô tả khoa học đầu tiên năm 1968.